# Baltimore
|  | Per a altres significats, vegeu «Baltimore (desambiguació)». |

Baltimore és una ciutat independent localitzada a l'estat estatunidenc de Maryland. És la ciutat més gran de Maryland i la 24a més gran del país, i té una població de 638.614 habitants, amb més de 2.668.056 si hi incloem els de l'àrea metropolitana. Fundada el 1729 a les ribes del riu Patapsco—una branca de la Badia de Chesapeake—és un dels ports més importants de la costa est dels Estats Units. Aquesta ciutat és part de l'àrea metropolitana de Washington-Baltimore".
Com que existeix també el comtat de Baltimore, veí de la ciutat, però que no la inclou, la referència a la ciutat es fa sovint mitjançant l'expressió Baltimore City.
Baltimore compta amb el famós Hospital Johns Hopkins i la prestigiosa Universitat Johns Hopkins.

## Història
El 1706 l'Assemblea General de la colònia de Maryland va establir el Port de Baltimore per al comerç de tabac. Però la vila actual es va fundar el 30 de juliol de 1729 i rebé aquest nom en honor del primer governador de propietat de l'estat, Cæcelius Calvert, segon baró de Baltimore. La ciutat va créixer molt durant el segle xviii, com a graner per les colònies productores de sucre del Carib.
L'himne nacional dels Estats Units s'escrigué a Baltimore durant la Guerra de 1812. L'escriptor Francis Scott Key va veure el bombardeig de Fort McHenry, que protegia la ciutat durant la batalla de Baltimore, des d'un vaixell al port. L'endemà, veié que la bandera dels Estats Units encara es mantenia al capdamunt del fort i aquest fet l'inspirà per escriure la lletra de la cançó.
El primer vessament de sang de la Guerra Civil dels Estats Units s'esdevingué a Baltimore el 1861, quan manifestants a favor de la secessió van atacar soldats de l'exèrcit que anaven cap a Washington. Quatre soldats i 12 ciutadans hi van morir. Com a resultat, Baltimore va ser ocupada per al que restava de guerra.

### Segle XX
El 7 de febrer de 1904, el Gran Incendi de Baltimore va cremar més de 1.500 edificis en 30 hores, la qual cosa obligà a reconstruir totalment el centre de la ciutat.
Després de l'incendi, la ciutat es va reconstruir, i va començar a créixer, també annexant suburbis dels comtats veïns. L'última annexió va ser l'any 1918, quan Baltimore va prendre zones dels comtats de Anne Arundel i Baltimore.
Una esmena de la constitució estatal, aprovat l'any 1948, requereix una consulta especial dels ciutadans en qualsevol àrea proposada d'annexió, efectivament posant fi a qualsevol expansió de la ciutat al futur.

## Geografia

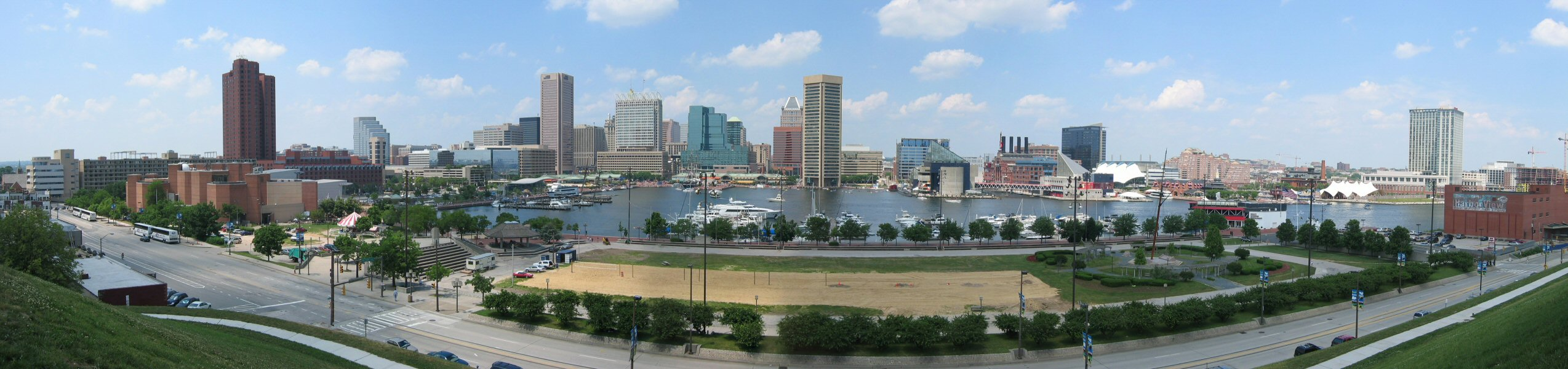
Port de Baltimore, des de Federal Hill

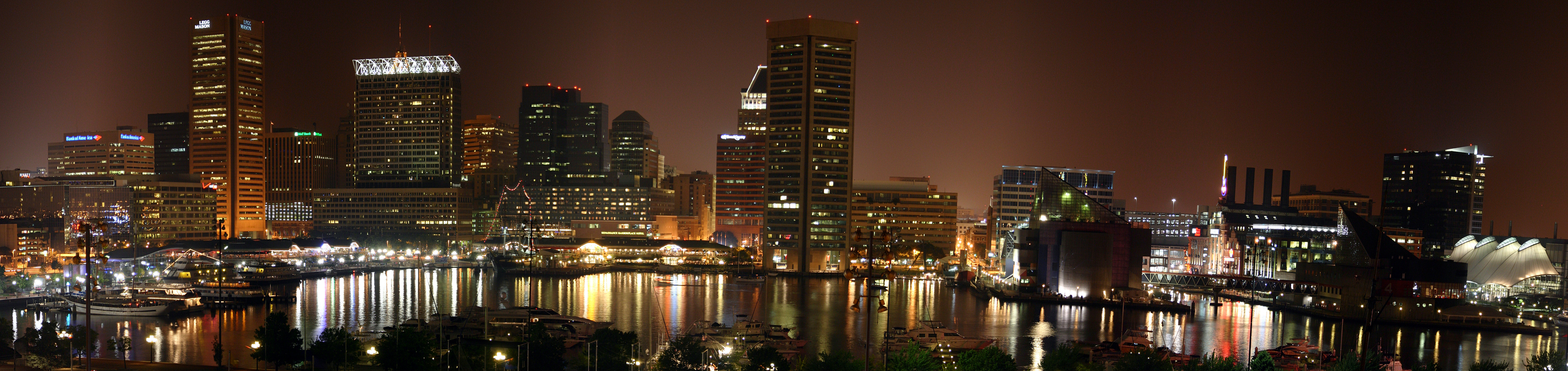
panorama de nit del Inner Harbor

### Barris

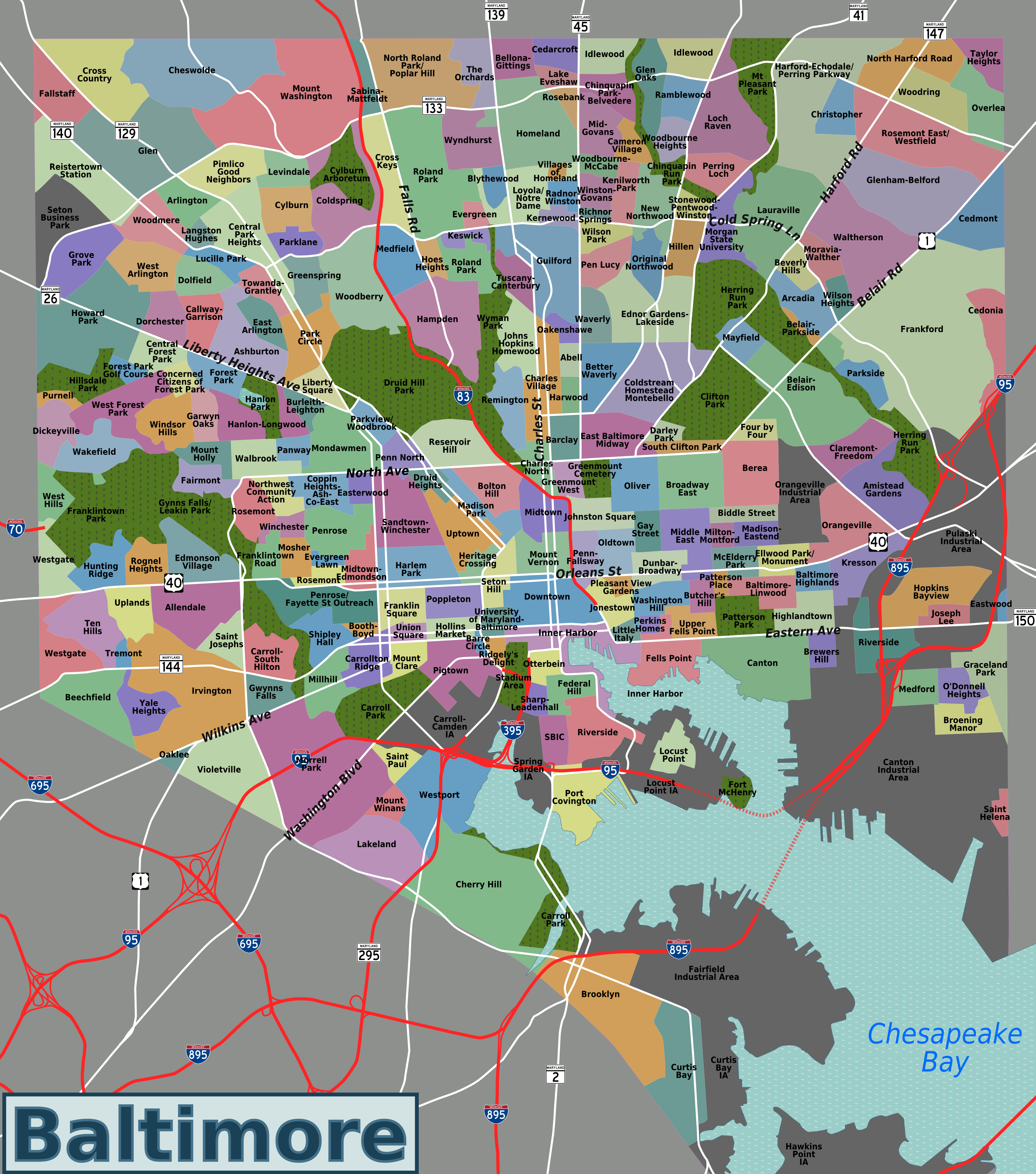
Barris oficials de la ciutat

Baltimore és sovint anomenat una "ciutat de barris" per la quantitat i diversitat de les seves zones distintes. Oficialment, la ciutat divideix la ciutat en nou "regions": nord, nord-oest, nord-est, oest, central, est, sud, sud-oest, i sud-est. Cada regió té un districte propi de la policia de Baltimore. Tot i això, popularment la ciutat es divideix en East Baltimore i West Baltimore, dividits per Charles Street, o també North Baltimore i South Baltimore, dividits per Baltimore Street.

## Llocs d'interès
- En aquesta ciutat es poden visitar els Walters Arts Museum.
- L'Oriole Park at Camden Yards, un dels primers estadis retro de beisbol, on juguen els Baltimore Orioles.
- La Basilica de Baltimore, la primera catedral catòlica dels Estats Units.
- El Phoenix Shot Tower, fins a la Guerra Civil, l'edifici més alt dels Estats Units.
- El Monument a Washington, un dels primers monuments a George Washington dels Estats Units.
- Museu d'Art de Baltimore

## Fills il·lustres
- Alwina Valleria (1848-1925) soprano.
- Alfred Baldwin Sloane (1872-1925) compositor d'operetes.
- Francis Peyton Rous (1879-1970), patòleg, Premi Nobel de Medicina o Fisiologia de 1966.
- Sylvia Beach (1887 - 1962) llibretera i editora[3]
- Martin Rodbell (1925-1998) bioquímic, Premi Nobel de Medicina o Fisiologia de 1994.
- Anna Mullikin (1893-1975), matemàtica.
- H. L. Mencken (1880 - 1956) escriptor
- Spiro Agnew (1918 - 1996) polític Vicepresident dels EUA (1969 - 1973).[4]
- Michael Phelps